# Ådalstunneln
Ådalstunneln, som började byggas 1961, är en 14 kilometer lång tunnel från Hammar vid Ångermanälvens södra strand ovanför Nyland till Kramfors. 
Syftet med tunneln var att förse pappersbruken i Ådalen med sötvatten till industriprocesserna då Ångermanälvens vatten ofta hade för hög salthalt på grund av inströmmande havsvatten. Tunneln hann knappt mer än bli färdig förrän Kramfors pappersfabrik och Sandvikens pappersfabrik lades ner. Den enda fabrik som idag använder vatten från tunneln är Mondi Packaging Dynäs AB i Dynäs. 
I Kramfors driver vatten från tunneln en fontän i Svandammen i Kramforsån; Herberts stråle.